# اوراکل آرنا

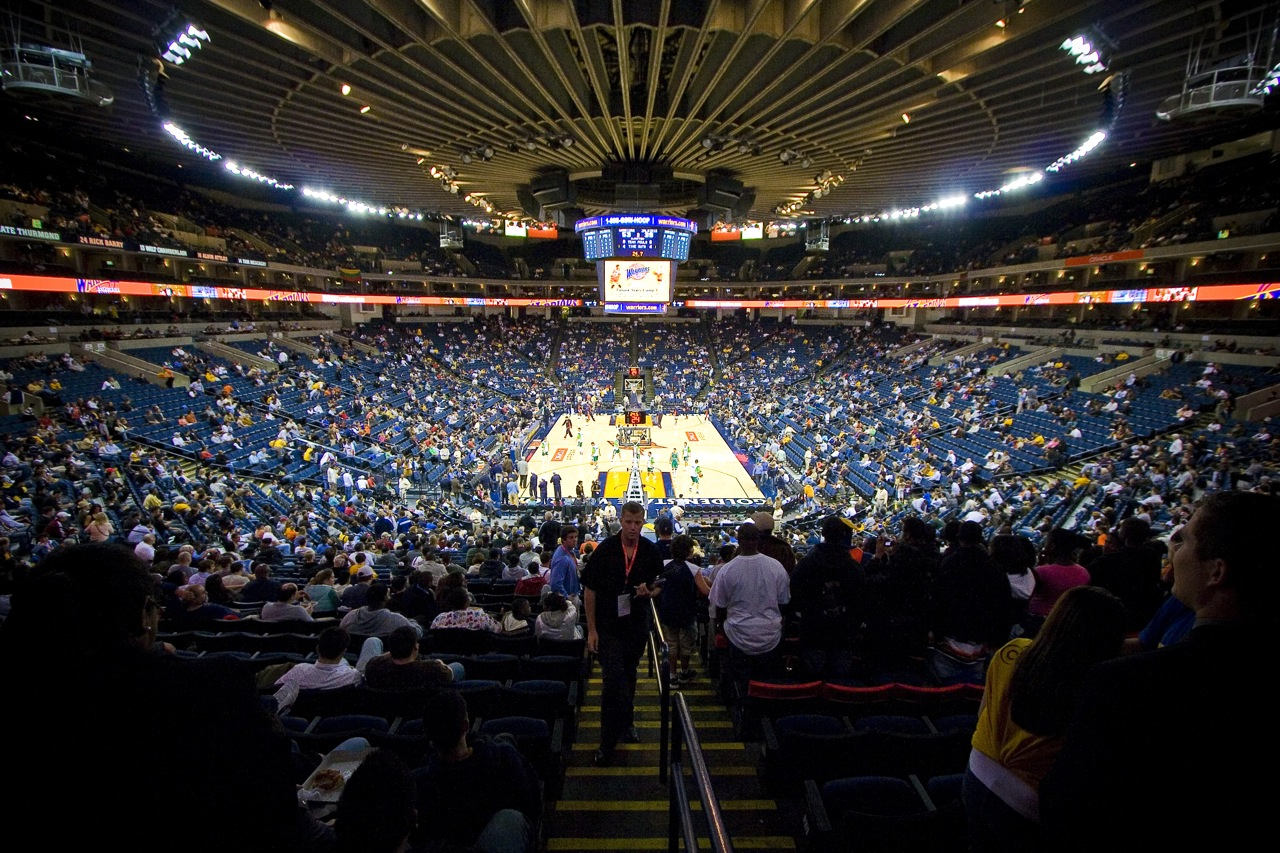

اوکلند آرنا (به انگلیسی: Oakland Arena) نام ورزشگاهیست در شهر اوکلند در کالیفرنیا. این ورزشگاه سرپوشیده است و ۲۰۰۰۰ نفر ظرفیت دارد. معمار آن اسکیدمور، اوینگز و مریل است.
اوکلند آرنا تا سال ۲۰۱۹ ورزشگاه خانگی تیم گلدن استیت واریرز بود.

## تعداد صندلی‌ها

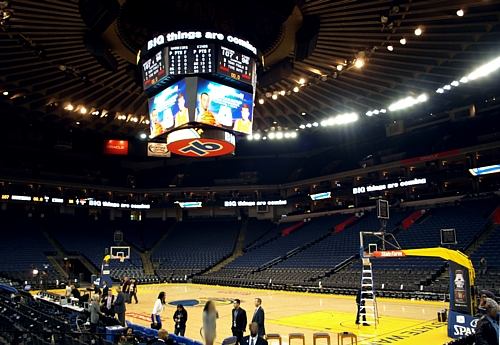
نمایی از داخل ورزشگاه اوراکل آرینا

تعداد صندلی‌های ورزشگاه طی نیم قرن از ۱۳٬۵۰۲ به ۱۹٬۵۹۶ صندلی افزایش یافته‌است:
| سال‌ها      | ظرفیت  |
| ---------- | ------ |
| ۱۹۶۶–۱۹۷۲  | 13,502 |
| ۱۹۷۲–۱۹۷۳  | 12,905 |
| ۱۹۷۳–۱۹۷۴  | 13,123 |
| ۱۹۷۴–۱۹۷۶  | 12,787 |
| ۱۹۷۶–۱۹۷۷  | 13,155 |
| ۱۹۷۷–۱۹۸۰  | 13,237 |
| ۱۹۸۰–۱۹۸۲  | 13,239 |
| ۱۹۸۲–۱۹۸۴  | 13,335 |
| ۱۹۸۴–۱۹۸۵  | 13,295 |
| ۱۹۸۵–۱۹۸۶  | 15,011 |
| ۱۹۸۶–۱۹۹۷  | 15,025 |
| ۱۹۹۷–اکنون | 19,596 |